# Pedicularis franchetiana
Pedicularis franchetiana är en snyltrotsväxtart som beskrevs av Carl Maximowicz. Pedicularis franchetiana ingår i släktet spiror, och familjen snyltrotsväxter. Inga underarter finns listade i Catalogue of Life.